# Rex Allen
Rex Elvie Allen (* 31. Dezember 1920 in Willcox, Arizona; † 17. Dezember 1999 in Tucson, Arizona) war ein US-amerikanischer Country-Sänger und Schauspieler, der als einer der letzten „Singing Cowboys“ Hollywoods galt.

## Leben

### Kindheit und Jugend
Rex Allen war das Kind der Eltern Horace Allen und Faylle Clark, die im Mud Springs Canyon eine Farm besaßen. Im Alter von elf Jahren bekam er seine erste Gitarre, später begleitete er seinen Vater, der Fiddle spielte, auf die lokalen Barn Dance Shows. Nachdem er die High School erfolgreich abgeschlossen hatte, bekam er in Phoenix, Arizona einen Job bei einem Radiosender. Jedoch verließ er wenig später Phoenix, um mit Rodeo-Shows umherzureisen. Doch auch hier fand Allen nicht Ruhe und nach einer schweren Verletzung bei einem Rodeo widmete er sich wieder der Musik. 1943 bekam er seine erste Anstellung bei einem Radiosender in Trenton (New Jersey).

### Karriere
1946 begann er seine Musik-Karriere bei dem National Barn Dance in Chicago. Schon seit 1943 war er bei mehreren Radiostationen aufgetreten, hatte jedoch nie feste Anstellungen bekommen. Kurz danach nahmen die Mercury Records Allen unter Vertrag. Nach mehreren erfolglosen Singles hatte er 1949 mit Afraid seinen ersten Hit, der Platz 14 der C&W-Charts erreichte. Im selben Jahr ging er nach Hollywood, wo er Radiosendungen moderierte, bald darauf wurde er von Republic Pictures engagiert und sein erster Film wurde produziert.
1950 wurde der Film The Arizona Cowboy ein Erfolg, bis 1954 spielte er in 19 verschiedenen Western mit. Diese Western beschrieben die Eroberung des Wilden Westens auf meist verklärte Weise, und Mitte der 1950er Jahre war die Blütezeit dieser Filme. Ab Mitte der 1950er Jahre wechselte Allen zum Fernsehen, wo er in 39 Folgen der Serie Frontier Doctor zu sehen war.

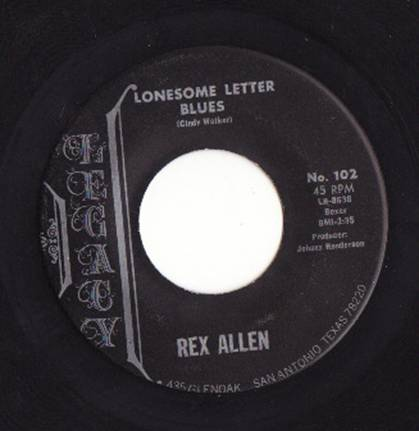
Lonesome Letter Blues

In den meisten seiner Filme sang Allen auch, und so wurde der Sparrow In The Tree Trop 1951 ein Top-Ten-Hit in den C&W-Charts. 1951 war Allen zu den Decca Records gewechselt, bei denen er 1953 mit Crying in the Chapel seinen größten Erfolg verzeichnen konnte. Anfang der 1960er Jahre wechselte er wieder zu Mercury, wo er 1961 seinen letzten großen Hit Don’t Go Near The Indians, hatte. Das Lied wurde von dem Country-Sänger Sheb Wooley geschrieben. Während der 1970er Jahre war er zumeist als Erzähler in verschiedenen Walt-Disney-Filmen aktiv, so beispielsweise in dem oscarnominierten Kurzfilm Cow Dog. Sein ältester Sohn, Rex Allen, Jr. wurde ebenfalls Country-Musiker. Für seine Erfolge als Schauspieler bekam er einen Stern auf dem Hollywood Walk of Fame, und 1983 wurde er in die Western Music Association Hall of Fame  aufgenommen.
Rex Allen verstarb am 17. Dezember 1999 im Alter von 78 Jahren, als er versehentlich von einem seiner Angestellten überfahren wurde.

## Diskografie
| Jahr | Titel Interpret                                            | Höchstplatzierung, Gesamtwochen, AuszeichnungChartplatzierungen (Jahr, Titel, Interpret, Platzierungen, Wochen, Auszeichnungen, Anmerkungen) | Höchstplatzierung, Gesamtwochen, AuszeichnungChartplatzierungen (Jahr, Titel, Interpret, Platzierungen, Wochen, Auszeichnungen, Anmerkungen) | Anmerkungen                                                                  |
| Jahr | Titel Interpret                                            | US | Country | Anmerkungen                                                                  |
| ---- | ---------------------------------------------------------- | --- | --- | ---------------------------------------------------------------------------- |
| 1949 | Afraid Rex Allen and the Arizona Wranglers with Jerry Byrd | — | Country14 (… Wo.)Country | Autor: Fred Rose                                                             |
| 1951 | The Roving Kind                                            | US20 (4 Wo.)US | — | Autor: Rex Allen; basiert auf dem Folk-Song The Pirate Ship                  |
| 1951 | Sparrow in the Tree Top                                    | US28 (2 Wo.)US | Country10 (… Wo.)Country | mit den Jud Conlon Singers und dem Harry Geller Orchestra Autor: Bob Merrill |
| 1953 | Crying in the Chapel                                       | US8 (15 Wo.)US | Country4 (… Wo.)Country | Autor: Artie Glenn; 1965 ein Hit für Elvis Presley Millionenseller           |
| 1961 | Marines, Let’s Go                                          | — | Country21 (… Wo.)Country | Autoren: George Watson, Mike Phillips                                        |
| 1962 | Don’t Go Near the Indians                                  | US17 (8 Wo.)US | Country4 (13 Wo.)Country | mit den Merry Melody Singers Autorin: Lorene Mann                            |
| 1964 | Tear After Tear                                            | — | Country44 (3 Wo.)Country | Autoren: Fred Burch, Marijohn Wilkin                                         |
| 1968 | Tiny Bubbles                                               | — | Country71 (5 Wo.)Country | Autor: Leon Pober                                                            |